# 技能士補
技能士補（ぎのうしほ）とは、公共職業訓練または認定職業訓練を受けた者の中で、技能照査に合格した者に与えられる称号。
職業能力開発促進法第二十一条２において「技能照査に合格した者は、技能士補と称することができる。」と定められており、 都道府県知事より技能照査合格証書を授与されることで称することができる。
技能検定の２級および３級を受検する際、学科試験が免除となる。（検定職種に関する訓練科に限る）